# Колін (Західнопоморське воєводство)
Колін (пол. Kolin, нім. Kollin) — село в Польщі, у гміні Долиці Старгардського повіту Західнопоморського воєводства.
Населення — 529 осіб (2011).
У 1975-1998 роках село належало до Щецинського воєводства.

## Демографія
Демографічна структура станом на 31 березня 2011 року:
|          | Загалом | Допрацездатний вік | Працездатний вік | Постпрацездатний вік |
| -------- | ------- | ------------------ | ---------------- | -------------------- |
| Чоловіки | 271     | 59                 | 193              | 19                   |
| Жінки    | 258     | 51                 | 158              | 49                   |
| Разом    | 529     | 110                | 351              | 68                   |